# I Told You
I Told You è il primo album in studio del rapper canadese Tory Lanez, pubblicato nel 2016.

## Tracce
- Edizione Standard

1. I Told You / Another One – 8:39
2. Guns and Roses – 4:28
3. Flex – 5:45
4. To D.R.E.A.M. – 6:34
5. 4AM Flex – 4:27
6. Friends with Benefits – 5:29
7. Cold Hard Love – 5:58
8. High – 4:24
9. Dirty Money – 5:37
10. Question Is – 7:11
11. Loners Blvd – 6:58
12. All the Girls – 4:48
13. Say It – 4:26
14. Luv – 4:09

- Tracce Bonus Edizione Deluxe Target

1. Come Back to Me – 3:08
2. Honda Civic – 4:49